# Lotus Quickr
Lotus Quickr ist eine Collaboration Software von IBM, mit deren Hilfe Informationen in Unternehmen verwaltet, miteinander geteilt und gemeinsam in Teams bearbeitet werden können.

Lotus Quickr ist eine Weiterentwicklung von Lotus Quickplace und wurde von IBM auf der Veranstaltung Lotusphere 2007 angekündigt.
Lotus Quickr 8.x (Domino und Websphere Edition) wird seit Juni 2013 nicht weiter verkauft "End-of-Sale". Für das Thema Web 2.0 (Wiki, Blogs, community...) setzt IBM verstärkt auf das Produkt IBM Connections. Einige Inhalte aus Lotus Quickr können mit dem IBM Connections Content Manager migriert werden.

## Funktionalität
Auf einfache Art kann ein Teambereich (Team Place) erstellt werden, in welchem eine Arbeitsgruppe (Geschäftsbereich, Projektteam etc.) Informationen erstellen und verwalten kann. Die Zugriffsberechtigungen auf den Inhalt werden vom Ersteller des Teambereichs verwaltet.
Lotus Quickr hat folgende sechs Hauptkomponenten:
- Bibliothek zur Verwaltung von Inhalten
- Teambereich für die Onlineprojektarbeit
- Verknüpfung mit ECM-System
- Konnektoren
- Vorlagen, damit direkt und ohne Vorbereitung die Teambereiche aufgebaut werden können
- Eine eigene Onlinedatenbank, auf der persönliche Dateien gespeichert werden können

Je nach Bedarf können Komponenten aktiviert und für den Einsatz konfiguriert werden. Es können auch angepasste Standardschablonen für Teambereiche erstellt werden.
Alternativ zum Webbrowser können Inhalte auch mit einer Konnektor-Software, welche standardmäßig über den Teambereich installiert wird, bearbeitet werden. 
Mit den Konnektoren können Dateien aus der Projektbibliothek direkt aus der Anwendung bearbeitet werden. Ebenfalls können die Inhalte der Bibliothek auf die lokalen PCs synchronisiert werden. 
Benutzer können RSS-Web-Feeds einrichten, um sich über Änderungen zu informieren.

## Versionsübersicht
- Lotus Quickr 8.5 (Veröffentlicht: Juni 2010)
- Lotus Quickr 8.2 (Veröffentlicht: Mai 2009)
- Lotus Quickr 8.1 (Veröffentlicht: März 2008)
- Lotus Quickr 8.0 (Veröffentlicht: Juni 2007)